# Molly Ringwald
Molly Kathleen Ringwald (n. 18 februarie 1968, Roseville⁠(d), California, SUA)  este o actriță, cântăreață, dansatoare și autoare americană. Primul său rol important a fost în sitcomul NBC The Facts of Life⁠(d) (1979–80), după ce un director de casting a fost impresionat de interpretarea tinerei din piesa de teatru muzical Annie⁠(d). Aceasta și alți membri ai distribuției serialului au fost însă concediați de către rețeaua de televiziune. Ringwald și-a făcut debutul în film în rolul Mirandei în proiectul independent Furtuna⁠(d) (1982), fiind nominalizată pentru interpretarea sa la  Globul de Aur.
Ringwald este cunoscută pentru colaborările sale cu regizorul John Hughes. A devenit un idol în rândul adolescenților⁠(d) după rolurile din filmele O aniversare cu bucluc⁠(d) (1984), Școala de sâmbătă (1985) și Pretty in Pink⁠(d) (1986). Mai târziu a apărut în The Pick-up Artist⁠(d) (1987), Dragoste fragilă⁠(d) (1988) și Pentru totdeauna?⁠(d) (1988). A obținut roluri în multe filme ale anilor 1990, în special în Iubire fatală⁠(d) (1992), Virus mortal (1994) și Some Folks Call It a Sling Blade⁠(d) (1994 scurtmetraj – precursorul lui Tăișul).
Ringwald a făcut parte din grupul „Brat Pack⁠(d)” și s-a clasat pe primul loc în lista celor mai buni 100 de actori tineri realizată de VH1. Din 2017, Ringwald a interpretat-o pe Mary Andrews⁠(d) în serialul de televiziune Riverdale.

## Biografie
Ringwald s-a născut în Roseville, California⁠(d), fiica lui Adele Edith ( născută Frembd), bucătareasă, și a lui Robert Scott „Bob” Ringwald, un pianist de jazz orb de origine germană⁠(d). Ringwald are doi frați, Beth și Kelly, și un frate mai mare, care a încetat din viață înainte de nașterea sa. Este parțial de origine suedeză. Aceasta și-a început cariera de actriță la vârsta de cinci ani, apărând într-o producție teatrală a lucrării Alice în Țara Minunilor în rolul lui Ghirin. Anul următor, tânăra a înregistrat „I Wanna Be Loved by You”, un album muzical de dixieland jazz⁠(d), cu tatăl ei și formația sa Fulton Street Jazz Band. Ringwald a absolvit Liceul francez din Los Angeles⁠(d).

## Cariera

### Anii 1970
În 1978, la vârsta de 10 ani, Ringwald a fost aleasă să o interpreteze pe Kate în piesa de teatru muzical Annie în Los Angeles. În anul următor, Ringwald a apărut în serialul Diff'rent Strokes⁠(d) și a fost selectată să facă parte din distribuția spin-off-ului The Facts of Life. Aceasta a interpretat-o pe Molly Parker, o elevă feministă și plină de viață de la Școala de fete Eastland. La începutul celui de-al doilea sezon, serialul a suferit o schimbare importantă, iar cea mai mare parte a distribuției, inclusiv Ringwald, a fost eliminată din serial. Ringwald a declarat mai târziu că Nancy McKeon⁠(d) a înlocuit-o.

### Anii 1980
În 1980, Ringwald a cântat pe două albume Disney. Pe albumul patriotic Yankee Doodle Mickey, Ringwald a cântat „This Is My Country⁠(d)”, „The Star-Spangled Banner” și „God Bless America⁠(d)”. Ulterior, aceasta a interpretat o melodie, „The First Noel⁠(d)” pe albumul de Crăciun „Disney’s Christmas All-Time Favorites”. Ringwald a devenit interesată de lungmetraje, obținând un rol secundar important în filmul Furtuna din 1982, regizat de Paul Mazursky⁠(d), și a fost nominalizată la Globul de Aur pentru interpretarea sa.
Aceasta a devenit cunoscută odată rolul de succes din O aniversare cu bucluc (1984). A interpretat personajul Samantha Baker, o fată a cărei zi de naștere este uitată de familia sa; aceasta a primit recenzii pozitive din partea criticilor, interpretarea sa fiind caracterizată drept captivantă. Când a fost întrebată de posibilitatea realizării unui remake al filmului, Ringwald a declarat că „nu este o idee bună să filmați remake-uri ale unor filme clasice grozave”. Aceasta era considerată membră a grupului de tineri actori din anii 1980 Brad Pack⁠(d), însă a declarat că nu făcea parte cu adevărat din acel colectiv. Un alt film care i-a adus mult succes a fost Școala de sâmbătă (1985), regizat de John Hughes. Din nou, interpretarea sa a primit recenzii pozitive.
În anul următor, încă în liceu, a primit rolul lui Andie Walsh într-un alt film de succes - Pretty In Pink (1986). Când i s-a cerut pentru prima dată să apară în Pretty in Pink, Ringwald a fost reticentă, dar după ce a văzut cât de greu era pentru producători să-i găsească o înlocuitoare, a decis să accepte rolul. Acesteia i s-a oferit un rol în alt film de Hughes, O iubire minunată⁠(d) (1987), dar a refuzat rolul, deoarece a considerat că este mult prea asemănător cu rolurile din celelalte filme ale regizorului. După Pretty In Pink, a vrut să joace în roluri mai mature. Ringwald a apărut pe coperta revistei Time din 26 mai 1986.
Aceasta urma să joace într-un alt film al lui Hughes, Oil and Vinegar⁠(d), dar filmul a fost abandonat după ce Hughes a refuzat să rescrie scenariul. Filmul trebuia să prezinte povestea unui bărbat care urma să se căsătorească și a unei autostopiste care vorbește despre viața lor în timpul unei călătorii cu mașina. În 1987, a apărut în rolul lui Randy Jensen în The Pick-up Artist, alături de Robert Downey, Jr., într-unul dintre primele sale roluri principale. Filmul a primit recenzii mixte din partea criticilor, deși a avut un succes comercial moderat.
În anul următor, a primit un rol în Pentru totdeauna?. Proiectul a avut succes comercial și a primit recenzii mixte, dar a fost bine primit de public. Este considerat ultimul film pentru adolescenți al lui Ringwald. Aceasta a portretizat-o pe Darcy Elliot, redactorul ziarului de liceu, care rămâne gravidă cu iubitul său Stan, interpretat de Randall Batinkoff⁠(d). Rolul ei a fost lăudat de critici. Mai târziu a obținut un rol Dragoste fragilă. Filmul a primit recenzii cu precădere negative și a avut rezultate slabe la box office. În film apare și Andrew McCarthy, care a lucrat cu Ringwald în filmul Pretty in Pink.

### Anii 1990
La începutul anilor 1990, Ringwald a refuzat rolurile principale feminine din Frumușica și Fantoma mea iubită. La mijlocul anilor 1990, Ringwald, care a fost educată la Liceul francez din Los Angeles și vorbește fluent franceza, s-a mutat la Paris și a jucat în mai multe filme franceze. A revenit în Statele Unite pentru a apărea în filme și seriale americane. În 1990, Ringwald a apărut în filmul Strike It Rich⁠(d) regizat de James Scott⁠(d), alături de Robert Lindsay⁠(d) și John Gielgud. În același an, a jucat în Nunta lui Betsy⁠(d) în rolul lui Betsy Hopper. Acest film a obținut recenzii în general mixte, în ciuda faptului că a fost un succes comercial. Ringwald a jucat mai târziu în Iubire fatală (1992).
În 1994, aceasta a primit rolul lui Frannie Goldsmith în miniseria Virus mortal, o adaptare a romanului publicat sub același nume al lui Stephen King din 1978. Interpretarea lui Ringwald a fost în general bine primită. Aceasta a jucat apoi rolul principal din filmul Malicious⁠(d) (1995). Mai târziu, a apărut în sitcomul ABC Townies⁠(d) și în serialul Remember WENN⁠(d). A jucat alături de Lara Flynn Boyle și Teri Hatcher în filmul de televiziune din 1998 Întâlnirea de zece ani⁠(d). În 1999, a interpretat rolul principal în piesa de teatru How I Learned to Drive⁠(d) a Paulei Vogel la Mark Taper Forum din Los Angeles. În 2000, ea a apărut într-un episod al serialul La limita imposibilului.

### Anii 2000
În 2000, Ringwald a apărut în filmul In the Weeds, iar în 2001 a avut un rol cameo în filmul de succes Încă un film despre adolescenți?![nefuncțională]
, care i-a adus o nominalizare la MTV Movie Award. Aceasta a apărut în piesa de teatru muzical Off-Broadway Tick, Tick... Boom!⁠(d) a lui Jonathan Larson, și a apărut în rolul lui Sally Bowles în producția Cabaret⁠(d) pe Broadway din 18 decembrie 2001 până la 28 aprilie 2002. În 2003, Ringwald a apărut în piesa Enchanted April⁠(d) pe Broadway începând cu 8 aprilie, dar a părăsit distribuția după spectacolul din 15 iunie din cauza sarcinii sale.
La sfârșitul anului 2004, a jucat în piesa Modern Orthodox pe Broadway, alături de Jason Biggs⁠(d) și Craig Bierko. În 2006, a jucat în filmul de televiziune Soțiile uitate⁠(d), iar apoi a apărut în distribuția piesei de teatru Sweet Charity⁠(d). De asemenea, a avut un rol secundar în Molly: An American Girl on the Home Front⁠(d). Ringwald a jucat în serialul The Secret Life of the American Teenager⁠(d), care a debutat pe 1 iulie 2008 și a rulat timp de cinci sezoane, înainte de a se încheia pe 3 iunie 2013.

### Anii 2010
Ringwald a înregistrat ediția audiobook a romanului din 2012 The Middlesteins de Jami Attenberg⁠(d). La începutul lui 2013, Ringwald a lansat Except Sometimes⁠(d), un album de jazz. Aceasta este un fan al muzicii jazz, dragostea pentru acest gen fiindu-i insuflată de tatăl său: „Am crescut într-o casă plină de muzică și am avut o apreciere timpurie pentru jazz, deoarece tatăl meu era muzician de jazz. Începând cu vârsta de trei ani, am început să cânt cu formația sa, iar muzica de jazz a continuat să fie una dintre cele trei pasiuni ale mele, alături de actorie și scris”.
Ringwald a interpretat-o pe Madame Frechette în filmul de Crăciun din 2014 Wishin' and Hopin'⁠(d) și pe mătușa Bailey în Jem și hologramele⁠(d). În septembrie 2014, Ringwald a început să scrie o rubrică de sfaturi pentru The Guardian, răspunzând la întrebări despre „dragoste, familie sau viață în general”. În 2016, a fost distribuită în rolul lui Amy în filmul criminal King Cobra⁠(d). Ringwald are în prezent un rol episodic în serialul de televiziune  Riverdale. După ce inițial a apărut doar ca actriță invitată, Ringwald a obținut un rol mai important în serial după moartea lui Luke Perry⁠(d).
În 2019, Ringwald și-a făcut debutul ca traducător, realizând o traducere în engleză a romanului francez Lie With Me⁠(d) de Philippe Besson.

## Viața personală
Ringwald s-a căsătorit cu Valéry Lameignère, un scriitor francez, la Bordeaux pe 28 iulie 1999; cei doi au divorțat în 2002. S-a căsătorit cu Panio Gianopoulos⁠(d), un scriitor și editor de carte greco-american, în 2007. Cuplul are o fiică născută în 2003 și gemeni băiat-fată, născuți în iulie 2009. Sarcina ei a fost descrisă în povestea serialului The Secret Life of the American Teenager⁠(d). A apărut într-un episod din sezonul 7 al serialului  Who Do You Think You Are?⁠(d).

## Imaginea publică
Ringwald a declarat că a fost foarte conștientă de imaginea sa publică în timpul adolescenței și că a încercat să fie un model bun pentru fanii ei. Întrebată despre filmul Pentru totdeauna? (1988), Ringwald a declarat: „Nu am vrut să transmis un mesaj greșit adolescenților. M-am simțit oarecum responsabilă – adică, eram un adolescent foarte, foarte faimos și credeam că mulți adolescenți mă priveau și mă imită, și chiar nu voiam să fac un film care să spună că a avea un copil la acea vârstă va fi foarte ușor”.

## Lucrări
- Getting the Pretty Back: Friendship, Family, and Finding the Perfect Lipstick (2010)
- When It Happens to You: A Novel in Stories (2012)
- Lie With Me (2019) de Philippe Besson (traducătoare)

## Filmografie

### Filme
| An   | Titlu                                                     | Rol                    | Note                    |
| ---- | --------------------------------------------------------- | ---------------------- | ----------------------- |
| 1982 | Tempest                                                   | Miranda Dimitrius      |                         |
| 1983 | Spacehunter: Adventures in the Forbidden Zone             | Niki                   |                         |
| 1984 | Sixteen Candles                                           | Samantha "Sam" Baker   |                         |
| 1985 | The Breakfast Club                                        | Claire Standish        |                         |
| 1986 | Pretty in Pink                                            | Andie Walsh            |                         |
| 1987 | P.K. and the Kid                                          | P.K. Bayette           |                         |
| 1987 | King Lear                                                 | Cordelia               |                         |
| 1987 | The Pick-up Artist                                        | Randy Jensen           |                         |
| 1988 | For Keeps                                                 | Darcy Bobrucz          |                         |
| 1988 | Fresh Horses                                              | Jewel                  |                         |
| 1990 | Strike It Rich                                            | Cary Porter            |                         |
| 1990 | Betsy's Wedding                                           | Betsy Hopper           |                         |
| 1993 | Face the Music                                            | Lisa Hunter            |                         |
| 1994 | Some Folks Call It a Sling Blade                          | Theresa Tatum          | Scurtmetraj             |
| 1995 | Baja                                                      | Bebe Stone             |                         |
| 1995 | Seven Sundays                                             | Janet Gifford          |                         |
| 1995 | Malicious                                                 | Melissa Nelson         |                         |
| 1996 | Bastard Children                                          | Susan                  |                         |
| 1997 | Office Killer                                             | Kim Poole              |                         |
| 1999 | Requiem for Murder                                        | Anne Winslow           |                         |
| 1999 | Teaching Mrs. Tingle                                      | Miss Banks             |                         |
| 1999 | Kimberly                                                  | Nancy                  |                         |
| 1999 | Shaded Places                                             |                        |                         |
| 2000 | Cut                                                       | Vanessa Turnbill/Chloe |                         |
| 2000 | The Brutal Truth                                          | Penelope               |                         |
| 2000 | In the Weeds                                              | Chloe                  |                         |
| 2000 | The Translator                                            | Julie Newman           | Scurtmetraj             |
| 2001 | Cowboy Up                                                 | Connie                 |                         |
| 2001 | Not Another Teen Movie                                    | Flight Attendant       |                         |
| 2008 | Guest of Cindy Sherman                                    | Herself                | Documentar              |
| 2010 | Wax On, F*ck Off                                          | Herself                | Scurtmetraj             |
| 2014 | Electric Boogaloo: The Wild, Untold Story of Cannon Films | Herself                | Documentar              |
| 2015 | Jem and the Holograms                                     | Aunt Bailey            |                         |
| 2015 | Bad Night                                                 | The Collector          |                         |
| 2016 | King Cobra                                                | Amy Kocis              |                         |
| 2017 | SPF-18                                                    | Faye Cooper            |                         |
| 2018 | All These Small Moments                                   | Carla Sheffield        |                         |
| 2018 | The Kissing Booth                                         | Mrs. Flynn             |                         |
| 2018 | Siberia                                                   | Gabby Hill             |                         |
| 2020 | The Kissing Booth 2                                       | Mrs. Flynn             |                         |
| 2021 | The Kissing Booth 3                                       | Mrs. Flynn             |                         |
| 2021 | Montauk                                                   | Wolcott                | Cunoscut și ca Kingfish |

### Seriale
| An        | Titlu                                         | Rol                       | Note                                                                          |
| --------- | --------------------------------------------- | ------------------------- | ----------------------------------------------------------------------------- |
| 1979–1980 | Diff'rent Strokes                             | Molly Parker              | 2 episoade                                                                    |
| 1979–1980 | The Facts of Life                             | Molly Parker              | Rol principal (Sezoanele 1–2); 14 episoade                                    |
| 1983      | Packin' It In                                 | Melissa Webber            | Film de televiziune                                                           |
| 1985      | Surviving: A Family in Crisis                 | Lonnie Carson             | Film de televiziune                                                           |
| 1986      | Tall Tales & Legends                          | Jenny Smith               | Episodul: "Johnny Appleseed"                                                  |
| 1990      | Women & Men: Stories of Seduction             | Kit                       | Film de televiziune                                                           |
| 1992      | Something to Live for: The Alison Gertz Story | Alison Gertz              | Film de televiziune                                                           |
| 1994      | The Stand                                     | Frannie Goldsmith         | Rol principal                                                                 |
| 1996      | Townies                                       | Carrie Donovan            | Rol principal                                                                 |
| 1996      | Remember WENN                                 | Angela Colton             | Episodul: "Sight Unseen"                                                      |
| 1998      | Saturday Night Live                           | Anne Frank (voice)        | Episodul: "Steve Buscemi/Third Eye Blind"                                     |
| 1998      | Twice Upon a Time                             | Beth Sager                | Film de televiziune                                                           |
| 2000      | The $treet                                    | Devyn Alden               | Episodul: "Propheting on Losses"                                              |
| 2000      | The Outer Limits                              | Allison Channing          | Episodul: "Judgment Day"                                                      |
| 2006      | Medium                                        | Kathleen Walsh            | Episodul: "The Darkness is Light Enough"                                      |
| 2006      | The Wives He Forgot                           | Charlotte Saint John      | Film de televiziune                                                           |
| 2006      | Molly: An American Girl on the Home Front     | Helen McIntire            | Film de televiziune                                                           |
| 2008–2013 | The Secret Life of the American Teenager      | Anne Juergens             | Rol principal                                                                 |
| 2011      | Psych                                         | Nurse McElroy             | Episodul: "Shawn, Interrupted"                                                |
| 2011      | RuPaul's Drag U                               | Herself                   | Episodul: "Like a Virgin"                                                     |
| 2014      | Rainbow Brite                                 | Dark Princess (voice)     | 3 episoade                                                                    |
| 2014      | Wishin' & Hopin'                              | Madame Frechette          | Film de televiziune                                                           |
| 2016      | Raising Expectations                          | Paige Wayney              | Rol principal                                                                 |
| 2016      | Doc McStuffins                                | Darla (voice)             | 4 episoade                                                                    |
| 2017–2023 | Riverdale                                     | Mary Andrews              | Rol episodic; 26 de episoade                                                  |
| 2018      | Drop the Mic                                  | Herself                   | Episodul: "Odell Beckham Jr. vs. Shawn Mendes / Molly Ringwald vs. Jon Cryer" |
| 2019      | Tales of the City                             | Mrs. Duncan               | 2 episoade                                                                    |
| 2021      | Creepshow                                     | Mrs. Porter               | Episodul: "Sibling Rivalry"                                                   |
| 2022      | The Bear                                      | Al-Anon meeting moderator | Episodul: "Brigade"                                                           |
| 2022      | Dahmer – Monster: The Jeffrey Dahmer Story    | Shari Dahmer              | Rol principal                                                                 |

## Discografie
- Except Sometimes (2013)
- Going Home Alone (2013)